# Police de caractères à chasse fixe
Pour les articles homonymes, voir Monospace.

En haut, une police proportionnelle, c’est-à-dire à chasse variable ; en bas, une police non proportionnelle, c’est-à-dire à chasse fixe.

Une police à chasse fixe — également appelée police monospace, police à espacement fixe, police à largeur fixe ou police non proportionnelle — est une police d'écriture au sein de laquelle chaque lettre et chaque caractère (y compris l'espace) occupe le même espace horizontal que les autres. Les polices à chasse fixe s'opposent aux polices à chasse variable, pour lesquelles les lettres et les espaces occupent un espace horizontal différent.

## Description
Les polices à espacement fixe sont habituelles sur les machines à écrire et pour la composition de code informatique. Les polices monospaces étaient largement utilisées dans les premiers ordinateurs et terminaux informatiques, qui avaient souvent des capacités graphiques extrêmement limitées. L'implémentation matérielle a été simplifiée en utilisant un mode texte où la disposition de l'écran était adressée comme une grille régulière de tuiles, dont chacune pouvait être définie pour afficher un caractère en indexant dans la carte de caractères du matériel. Certains systèmes permettaient d'afficher du texte coloré en faisant varier la couleur de premier plan et d'arrière-plan de chaque vignette. D'autres effets ont inclus la vidéo inverse et le texte clignotant. Néanmoins, ces premiers systèmes étaient généralement limités à une seule police console.
Même si les ordinateurs peuvent désormais afficher une grande variété de polices, la majorité des IDE et des logiciels éditeurs de texte utilisent une police à espacement fixe comme police par défaut. Cela augmente la lisibilité du code source, qui est souvent fortement tributaire des distinctions impliquant des symboles individuels, et rend les différences entre les lettres plus claires dans des situations comme les zones de saisie de mot de passe où les fautes de frappe sont inacceptables. Les polices à espacement fixe sont également utilisées dans les émulateurs de terminal et pour la présentation de données tabulées dans des documents en texte brut. Dans les manuels techniques et les ressources pour les langages de programmation, une police à espacement fixe est souvent utilisée pour distinguer le code du texte en langage naturel. Les polices à espacement fixe sont également utilisées par la sortie désassembleur, provoquant l'alignement des informations dans des colonnes verticales.
La reconnaissance optique de caractères est plus précise avec les polices à espacement fixe. Les exemples sont OCR-A et OCR-B.
Le terme « moderne » est parfois employé comme synonyme de famille de polices génériques « monospace ». Le terme « moderne » peut être employé pour un nom de famille de polices génériques à chasse fixe, lorsque ces polices sont utilisées au format OpenDocument (ISO/CEI 26300:2006) et Rich Text Format,.

### Exemples
Exemples de polices à espacement fixe : Courier, Courier New, Lucida Console, Monaco, Consolas et Inconsolata (en).

## Utilisation dans l'art
De multiples formes d'art basées sur des typographies à espacement fixe se sont développées. Une des propriétés majeures de ces typographies que l'on retrouve sur les ordinateurs et machines à écrire est l'alignement de chaque caractère d'une ligne à la n-ième position avec les caractères des autres lignes à ladite position. Un tel groupe de caractères est parfois appelé une colonne. La reproduction d'une police proportionnelle et à espacement unique est un élément de l'art ANSI, dessin au trait, illustré ci-dessous.
| Chasse proportionnelle  | Chasse fixe             |
| ----------------------- | ----------------------- |
| ┌─┐ ┌┬┐ │ │ ├┼┤ └─┘ └┴┘ | ┌─┐ ┌┬┐ │ │ ├┼┤ └─┘ └┴┘ |

L'échec d'une police proportionnelle à reproduire les cases régulières souhaitées comme ci-dessus motive l'utilisation des polices à espacement fixe dans la création et la visualisation de l'art ASCII et ANSI. Certaines poésies composées à espacement fixe sur des machines à écrire ou des ordinateurs dépendent également de l'alignement vertical des colonnes de caractères. La poésie d'Edward Estlin Cummings est souvent mise en caractères monospaces pour cette raison. [citation nécessaire] Certains jeux vidéo classiques (par exemple NetHack) et ceux imitant leur style (par exemple Dwarf Forteress) utilisent une grille de caractères à espacement fixe pour rendre leur état au joueur. Quiz Show (1976) est considéré comme le premier jeu vidéo à utiliser une "typographie d'arcade" à espacement fixe sur une grille de 8 sur 8, qui a été largement adoptée par les jeux vidéo de l'époque.
En poésie, une police d'écriture à chasse fixe permet de bien mettre en évidence la variation du nombre de lettres entre chaque ligne dans une « boule de neige » (poème dont le nombre de lettres par ligne augmente et/ou diminue de manière régulière, d'une lettre par ligne).
Un autre exemple d'utilisation de police à chasse fixe réside dans les scénarios de films. Une règle communément admise dans le milieu du cinéma est qu'une page de script correspond approximativement à une minute de film. Si cette règle n'est pas une vérité absolue, il reste tout de même essentiel d'avoir une cohérence de temps entre les pages d'un script. C'est ce que permet l'utilisation d'une police à chasse fixe, la police Courier étant la norme dans l'industrie cinématographique. Les caractères occupant la même largeur offrent une mise en page standardisée où chaque page reflète le même volume de texte, facilitant ainsi l'estimation du temps à l'écran.